# Kalkbretterkopf
Der Kalkbretterkopf (auch Breitfeldkogel) ist ein 2412 m ü. A. hoher Berg in der Goldberggruppe der Zentralalpen im österreichischen Bundesland Salzburg.

## Lage und Umgebung
Der Gipfel des Kalkbretterkopfs erhebt sich an der Grenze zwischen den Gemeinden Bad Hofgastein im Osten und Rauris im Westen. Zu den Bergen in der Umgebung gehören der 2481 m ü. A. hohe Rührkübel im Norden und der 2401 m ü. A. hohe Mitterastenkopf im Süden. Ihren Ursprung am Kalkbretterkopf haben der Schreibergraben, der in die Hüttwinklache, den rechten Quellfluss der Rauriser Ache, mündet, und der Viehzeuggraben, der über den Lafenbach in den Angerbach entwässert. Südöstlich der Gipfels liegt der kleine Ecklgrubensee, südlich der kleine Mitterastensee.
Im Angertal im Osten steht eine Jagdhütte, die Angerhütte. Es gibt mehrere Almen am Berg. Davon gehören zur Ortschaft Anger die Rettenwandalm im Osten, die Alm der Feldinghütte im Nordosten und die Alm der Hartlhütte im Südosten sowie zur Ortschaft Bucheben die Adelkaralm im Westen. Der Kalkbretterkopf zählt zu den 55 Gipfeln des Gasteinertals, für deren vollständige Besteigung der Gasteiner Gipfelkranz vergeben wird, die höchste Klasse der Gasteiner Wandernadeln des Österreichischen Alpenvereins.

## Geologie
In geologischer Hinsicht befindet sich der Kalkbretterkopf in einem von Phyllit, Quarzit und Brekzien des Tauernfensters (Penninikum) geprägten Gebiet.

## Fauna und Flora
Die Gamswild-Ruhezonen Angertal an den östlichen Hängen und Mitterastenalm an den südwestlichen Hängen dürfen von 1. Dezember bis 31. Mai nicht betreten werden. In der Rotwild-Ruhezone Adelkaralm an den westlichen Hängen ist von 1. November bis 31. Mai der Zutritt verboten.
Blaugras-Horstseggenrasen wächst westlich des Gipfels. An den östlichen Hängen gibt es einen Bestand der Rostblättrigen Alpenrose (Rhododendron ferrugineum). An den Westhängen gedeiht das Schwarze Habichtskraut (Hieracium atratum).